# دیوید یالوپ
دیوید یالوپ (انگلیسی: David Yallop؛ ‏ ۲۷ ژانویهٔ ۱۹۳۷ – ۲۳ اوت ۲۰۱۸) نویسنده و فیلم‌نامه‌نویس اهل بریتانیا بود.
کتاب جنجالی او، «به نام خدا: تحقیق در مورد قتل پاپ ژان پل اول» (۱۹۸۴)، بیان می‌کند که پاپ ژان پل یکم، که جسدش در سن ۶۵ سالگی و تنها یک ماه پس از پاپ شدن در سال ۱۹۷۸ در اتاقش پیدا کردند، توسط اعضا فراماسونری مسموم شده بود. او مدعی شده بود که این افراد مخفیانه به واتیکان و بنیاد آثار مذهبی نفوذ کرده بودند. منتقدان و کلیسای کاتولیک ادعاهای این کتاب را به عنوان تئوری توطئه بی اساس رد کردند. این کتاب به مدت ۱۵ هفته در فهرست کتاب‌های پرفروش نیویورک تایمز قرار گرفت و به چندین زبان ترجمه و بارها تجدید چاپ شد و بیش از شش میلیون نسخه فروخت. یالوپ خود را یک «ندانم‌گرای کاتولیک» می‌دانست.
از فیلم‌ها یا مجموعه‌های تلویزیونی که وی در آن‌ها نقش داشته‌است، می‌توان به ایست‌اندرز و دادگاه جزا اشاره نمود.